# Estrellita (luchadora)
Bibiana Ochoa Barradas (18 de octubre de 1977), conocida como Estrellita, es una luchadora profesional mexicana. Actualmente trabaja para la empresa Lucha Libre AAA Worldwide

## Inicios
Al ser su abuelo, Rafael Barradas Osorio, quien estuvo 38 años al frente de la comisión de box y lucha del Distrito Federal, es el porqué Estrellita comenzó a interesarse por las luchas e ir a las funciones. Posteriormente entró a una agrupación musical llamada "Los Rudos del Ritmo", como tecladista, conformada completamente por luchadores y ya que Estrellita no lo era, y para seguir perteneciendo al grupo, comenzó a entrenarse en la lucha libre, alguno de sus maestros fueron "El Hijo del Gladiador", "Ringo Mendoza" y "Gran Apache". Así el 23 de febrero de 1993, en el Auditorio Municipal de Ameca meca, Estado de México, Estrellita debuta enfrentando en un mano a mano a La Practicante que aunque perdió esa lucha, poco después volvió a enfrentarla para la revancha.

## Carrera en AAA
Una década interrumpida brillo con luz propia en el espacio sideral de la tres veces estelar. Ingreso a la galaxia creada por Antonio Peña de manera inesperada y paulatinamente se ganó un protagonismo que durante varios años erigió como el referente femenil de la caravana estelar, sin embargo, llegó el momento de fulgurar en otras constelaciones.

"AAA me dio muchos años la proyección que necesité, innovaron con modalidades más controversiales de combates: mujeres contra hombres, con minis, no  tengo queja, siempre me dieron luz verde para hacer lo que yo quería en cuanto a mi imagen y cosas nuevas, pero creo que mi ciclo con ellos terminó, se que hay generaciones nuevas, que tienen que renovar a sus elementos, mi camino sigue y me siento capaz de desenvolverme en cualquier empresa".
Estrellita, Entrevista record.com.mx por Cesár Montiel(2011)

## Paso por Los Perros del Mal
Estrellita quiso darle un giro total a su carrera, así que la mejor opción que opto fue iniciar una faceta como luchadora independiente en la empresa del Hijo del Perro Aguayo, Los Perros del Mal, y como Damián 666, Halloween y El Perro son muy buenos amigos, amablemente le abrieron la puerta. Su imagen de niña buena quedaría en el olvido para ofrecer un lado más oscuro sobre el cuadrilátero. Así el 14 de marzo en el Centro de Convenciones de Tlalnepantla debuta en la empresa del Can.

“La fase de los niños se quedó atrás, ahora verán una Estrellita más ‘femme fatal’, era un cambio que necesitaba”.
Estrellita, Entrevista horacero.com.mx por El Universal(2010)

## Invasora en el CMLL
Estrellita llega al CMLL como parte del elenco de luchadores invasores que desean demostrar de lo que están hechos y ganarse un lugar dentro de la empresa de lucha libre profesional más antigua aun en existencia. En la conferencia de prensa de su presentación oficial al lado de Tiffany, mencionó que venía por la Cabellera de Dark Angel y después de completar esa misión, buscaría a cualquiera que se le pusiera en frente.

"Realmente estoy muy contenta de entrar al CMLL, le doy las gracias a los jerarcas que nos dieron la oportunidad a Tiffany y a mí, no soy ruda, simplemente me uní a Tiffany para enfrentarnos a estas grandes luchadoras, porque el CMLL tiene unas excelentes gladiadoras que no es fácil enfrentarlas pero difícil tampoco lo es, porque nosotras tenemos escuela y aquí estamos".
Estrellita, Entrevista, La Invasion Tiene Estrella por Fuego En El Ring(2010)

Su debut con el CMLL fue el 1 de octubre de 2010 en Guadalajara, y el 8 de octubre de 2010 lo hace de manera oficial en la Arena México. Junto con Tiffany llegó al bando de las Rudas haciendo sociedad con Amapola, La Nazi, Zeuxis, Seductora entre otras en donde al principio sufrió para ganarse a la exigente afición del CMLL ya que la abucheaban por su pasado en Triple A, aunque poco a poco logró ganarse el gusto del respetable.

A mediados del año 2011 surgen fuertes diferencias con Amapola y hasta con su amiga Tiffany, así que Estrellita da el paso definitivo, pues la relación con sus dos compañeras ya era insoportable, entonces en cierta lucha compartiendo esquina con Amapola y Tiffany les da la espalda a sus compañeras apoyando a las técnicas, quienes le dieron la bienvenida a la esquina Técnica, bando en el cual la luchadora siempre ha brillado y favorecido.

Como consecuencia de su traición hacia las Rudas, causa una fuerte rivalidad con Amapola, ya que la luchadora suele tener una gran aversión al tipo de luchadora que representa Estrellita. Semanas después Estrellita consigue obtener una oportunidad por El Campeonato Mundial Femenil que ostentaba Amapola, desafortunadamente Estrellita no alcanzó a conseguir la presea, continuando Amapola con su reinado.

Recientemente la Rivalidad contra Amapola ha ido en aumento a tal grado de que Estrellita está dispuesta a obtener la cabellera de Amapola para su vitrina, en un duelo de cabellera contra cabellera. Aunque después sostuvo otro fuerte rivalidad de odio contra Princesa Blanca, logrando llevar Estrellita a una confrontación por el Campeonato Nacional Femenil que ostentaba su rival. Y es así que en la Arena Coliseo de Guadalajara logra coronarse con su primer título.

## Espectáculo
Estrellita formara parte de la segunda temporada del programa El Luchador 2 del canal A&E, dando inicio el 17 de octubre a las 8:00 p. m..
“Me siento muy emocionada por estar en esta segunda temporada, se que les gusto la primera pero la segunda temporada la van a disfrutar aún más, yo lo disfruto con los relajos y los enojos las emociones fuertes, tristezas y todo, no se la pierdan, gracias a mis amigos que me hacen sentir bien”, externó Estrellita la más bonita.

## Movimientos de Lucha Preferidos
- La Tapatía (Romero Ceiling Hold)
- Plancha con Tornillo (Corkscrew Plancha)

## Campeonatos
| Campeonato                  | Ganadora   | Perdedora       | Obtenido el             |
| --------------------------- | ---------- | --------------- | ----------------------- |
| Campeonato Nacional Femenil | Estrellita | Princesa Blanca | 28 de noviembre de 2012 |

## Luchas de apuestas
| Apuesta   | Ganadora   | Perdedora      | Año  |
| --------- | ---------- | -------------- | ---- |
| Cabellera | Estrellita | La Indomable   |      |
| Máscara   | Estrellita | Lady Night     |      |
| Cabellera | Estrellita | La Practicante | 2005 |
| Cabellera | Estrellita | Rosy Moreno    | 2008 |
| Cabellera | Estrellita | Amapola        | 2013 |